# Peristeria
Genre
Classification phylogénétique
Peristeria est un genre d'orchidées  terrestres comptant 11 espèces.

## Étymologie
Le nom de Peristeria vient du grec peristerion = petit pigeon, en allusion à sa forme de fleurs.

## Description
Orchidées terrestres ou épiphytes. 
Grand pseudobulbes.

## Répartition
De l'Amérique centrale, depuis le Costa Rica, jusqu'au Pérou et au nord du Brésil.

## Liste d'espèces
1. Peristeria cerina Lindl., Edwards's Bot. Reg. 23: t. 1953 (1837)
2. Peristeria cochlearis Garay, Orquideologia 7: 199 (1972)[2].
3. Peristeria elata Hook., Bot. Mag. 58: t. 3116 (1831)[3].
4. Peristeria guttata Knowles & Westc., Fl. Cab. 2: 99 (1838)[4].
5. Peristeria leucoxantha Garay, Arch. Jard. Bot. Rio de Janeiro 13: 46 (1954).
6. Peristeria lindenii Rolfe, Lindenia 7: 83 (1891).
7. Peristeria pendula Hook., Bot. Mag. 63: t. 3479 (1836).
8. Peristeria rossiana Rchb.f., Gard. Chron. 1889(1): 8 (1889).
9. Peristeria selligera Rchb.f., Gard. Chron. 1887(2): 272 (1887).
10. Peristeria serroniana (Barb.Rodr.) Garay, Arch. Jard. Bot. Rio de Janeiro 13: 47 (1954)[5].
11. Peristeria violacea (Josst) Foldats, Acta Bot. Venez. 3: 394 (1968).